# Danny LaPorte
Danny LaPorte   (Los Angeles, 3 de desembre de 1957) és un ex-pilot de motocròs estatunidenc, un dels principals practicants d'aquesta disciplina dels Estats Units durant les dècades del 1970 i 1980. Entre altres èxits, guanyà el Campionat del Món de motocròs de 250cc de 1982 i, com a membre de l'equip nord-americà, el Motocross des Nations i el Trophée des Nations de 1981. A banda, durant la dècada del 1990 competí amb èxit en el Ral·li Dakar i altres Raids africans.
El 2000 va ser incorporat a l'AMA Motorcycle Hall of Fame en solitari i el 2003, com a membre de la selecció americana al Motocross des Nations del 1981. El 2002 va rebre el premi Edison Dye a la trajectòria, també conjuntament amb els seus companys de selecció.

## Trajectòria esportiva
LaPorte començà a pilotar motocicletes a començaments de la dècada del 1960, quan el motocròs experimentà una popularitat creixent als Estats Units. A 16 anys esdevingué pilot professional, i el 1976 fou fitxat per Suzuki per al seu equip de fàbrica. El 1979, LaPorte guanyà el Campionat AMA de 500cc amb la marca japonesa. Més endavant, formà part del primer equip estatunidenc que guanyà el Motocross des Nations, l'any 1981. Cercant nous desafiaments, LaPorte decidí de competir al Campionat del Món l'any 1982, com a oficial de Yamaha, amb tant d'èxit que aconseguí el títol mundial a la primera, guanyant contra pronòstic al màxim favorit, Georges Jobé. L'any següent, ambdós pilots s'intercanviaren les posicions finals quedant Jobé campió i LaPorte subcampió.

### Canvi als Raids
De tornada a Amèrica, LaPorte començà a competir en curses del desert, guanyant la famosa Baja 1000 tres vegades com a oficial de Kawasaki. Durant els anys 90 competí en Raids internacionals, arribant a guanyar una etapa i acabant segon de la general al Ral·li Dakar de 1992. El 1991 guanyà el Ral·li dels Faraons egipci.
LaPorte viu actualment al sud de Califòrnia i encara competeix de tant en tant.

## Palmarès en Motocròs
| Any          | Motocicleta  | Mundial 250cc | Per equips | Per equips | C. AMA 500 cc |
| Any          | Motocicleta  | Mundial 250cc | MXDN       | Trophée    | C. AMA 500 cc |
| ------------ | ------------ | ------------- | ---------- | ---------- | ------------- |
| 1979         | Suzuki       | -             |            |            | 1r            |
| 1980         | Suzuki       | -             |            |            |               |
| 1981         | Honda        | -             | 1r         | 1r         |               |
| 1982         | Yamaha       | 1r            |            |            |               |
| 1983         | Yamaha       | 2n            |            |            |               |
| Total títols | Total títols | 1             | 1          | 1          | 1             |

1. ↑  La classificació consignada a MXDN i Trophée fa referència a la posició final obtinguda per l'equip estatal